# Neusis-Konstruktion

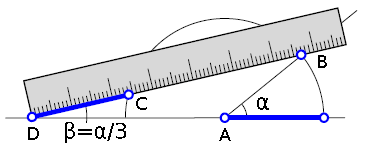
Beispiel: Dreiteilung des Winkels, Prinzip nach Archimedes. Seine Vorgehensweise der Einschiebung ist allerdings nicht überliefert.
Der Radius des Halbkreises ist gleich der markierten Strecke des Lineals, die Länge der eingezeichneten Linie entspricht der Strecke
⇒ Vorgehensweise

Beweisskizze zur Winkeldrittelung anhand der Neusis-Konstruktion

Die Neusis-Konstruktion (altgriechisch νεῦσις neusis „Neigung“), im englischen Sprachraum Neusis construction oder verging construction, ist eine geometrische Konstruktionsmethode mithilfe der sogenannten Einschiebung (Neusis). Darunter versteht man das Einzeichnen einer geraden Linie unter Verwendung eines Lineals, auf dem man zuvor die Länge einer Strecke wie für die jeweilige Aufgabe benötigt markiert hat.
Das Lineal wird im betreffenden Konstruktionsschritt so auf das Zeichenblatt gelegt, dass die beiden Markierungen an den Endpunkten der Strecke sowie die Kante des Lineals eine für die jeweilige Aufgabenstellung erforderliche Position einnehmen. Abschließend zieht man ab der relevanten Markierung des Lineals eine Linie mit der erforderlichen Länge. Näheres ist in den Einzelbeschreibungen der nachfolgenden Anwendungsbeispiele zu sehen.
Die Neusis-Konstruktion ermöglicht diejenigen geometrischen Aufgaben theoretisch exakt zu lösen, die als Konstruktion mit Zirkel und Lineal keine Lösung liefern, wie z. B. Dreiteilung des Winkels, Würfelverdoppelung und Siebeneck. Nach Bartel Leendert van der Waerden zeigt die Neusis die Falschheit der Ansicht, dass die altgriechische Mathematik nur Konstruktionen mit Zirkel und Lineal zugelassen habe, bei Pappos werde sogar ausdrücklich auf die Verwendung der Neusis verwiesen für Aufgaben, die mit Zirkel und Lineal nicht lösbar seien.
Bereits aus der Antike sind Neusis-Konstruktionen bekannt. Berühmte Anwender waren u. a. Hippokrates von Chios (5. Jh. v. Chr.), der damit den Flächeninhalt seiner Möndchen bestimmte, Archimedes von Syrakus (3. Jh. v. Chr.), der damit das reguläre Heptagon konstruierte (Siebeneck nach Archimedes) und mit einem Neusis-Lineal und einem Kreis die Dreiteilung des Winkels ausführte, Nikomedes, der damit seine Konchoide des Nikomedes konstruierte, mit der er die Würfelverdopplung und Winkeldreiteilung ausführte, Pappos von Alexandria (im 4. Jh. n. Chr.), der in seiner mathematischen Sammlung zeigte, dass eine Neusis-Konstruktion von Archimedes auf den Schnitt zweier Kreise reduziert werden kann, Apollonios von Perge, in einem nur fragmentarisch erhaltenen Werk über Neusis, in der er zeigt, dass einige Neusis-Konstruktionen mit Zirkel und Lineal ausgeführt werden können, und Abu l-Wafa (990 n. Chr.), in seinem Buch über geometrische Konstruktionen.